# روبر شاپات

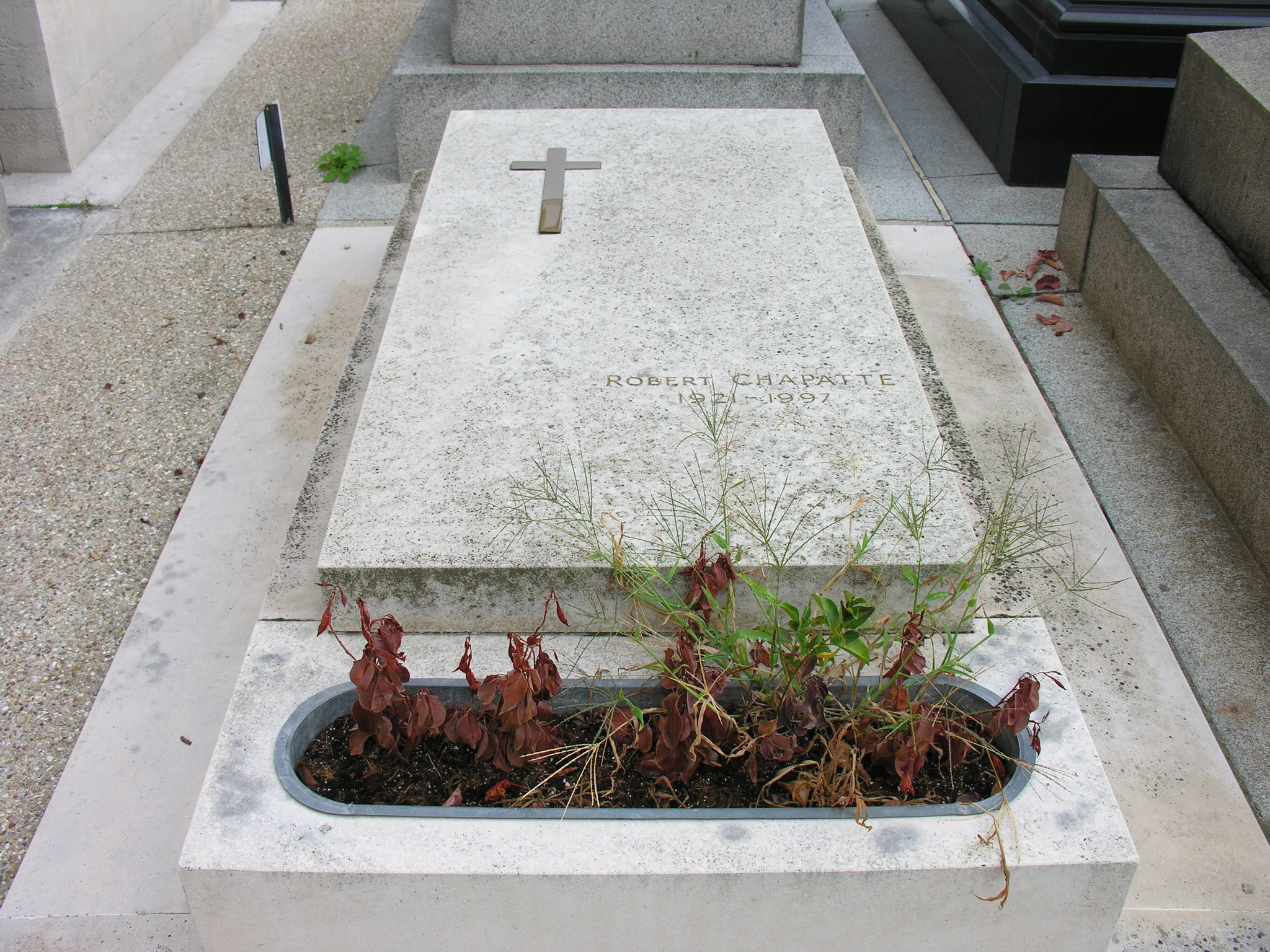
نمایی از سنگ‌مزار روبر شاپات - ۲۰۲۲

روبر شاپات (فرانسوی: Robert Chapatte‎; ۱۴ اکتبر ۱۹۲۲ – ۱۹ ژانویهٔ ۱۹۹۷) دوچرخه‌سوار، روزنامه‌نگار، و گوینده اخبار اهل فرانسه بود.
وی همچنین برندهٔ جوایزی همچون لژیون دونور شده‌است.